# 楊炳 (明朝)
楊炳（？—1625年），號令冲，山西平阳府解州安邑縣軍籍。

## 生平
万历四十六年（1618年）戊午科山西乡试第四十三名举人，四十七年（1619年）联捷己未科三甲七十九名進士，吏部觀政，本年六月筮仕山東滋陽縣知縣，天啓元年本省同考。因平白蓮教妖人有功，三年六月行取，四年授兵科给事中，五年二月疏参顺天巡抚邓渼贿结汪文言，推升太速，并紏盗饷何栋如，渼降三级调外任用，栋如被锦衣卫差官旗扭解来京。不久卒于官。著有《平妖录》。

## 家族
曾祖楊太亨，隆平知縣。祖父杨学诗，万历十年壬午举人，官广平知县、保定府通判。父楊斯榮，廪生。